# Canada Open 1978
Il Canada Open 1978 è stato un torneo di tennis giocato sulla terra verde. È stata la 88ª edizione del Canada Open, che fa parte del Colgate-Palmolive Grand Prix 1978 e del WTA Tour 1978. Il torneo si è giocato a Toronto in Canada dal 14 al 20 agosto 1978.

## Campioni

### Singolare maschile
Eddie Dibbs ha battuto in finale  José-Luis Clerc con il punteggio di 5–7, 6–4, 6–1.

### Singolare femminile
Regina Maršíková ha battuto in finale  Virginia Ruzici con il punteggio di 7–5, 6–7, 6–2.

### Doppio maschile
Wojciech Fibak /  Marty Riessen hanno battuto in finale  Colin Dowdeswell /  Heinz Günthardt con il punteggio di 6–3, 7–6.

### Doppio femminile
Regina Maršíková /  Pam Teeguarden hanno battuto in finale  Chris O'Neil /  Paula Smith con il punteggio di 7–5, 6–7, 6–2.